# Kuklînți (Maciuhî), Poltava
Kuklînți (în ucraineană Куклинці) este un sat în comuna Maciuhî din raionul Poltava, regiunea Poltava, Ucraina.

## Demografie
Componența lingvistică a localității Kuklînți
     Ucraineană (93,65%)
     Rusă (3,17%)
     Belarusă (1,59%)
Conform recensământului din 2001, majoritatea populației localității Kuklînți era vorbitoare de ucraineană (93,65%), existând în minoritate și vorbitori de rusă (3,17%), armeană (1,59%) și belarusă (1,59%).